# Тарабанов Вадим Олександрович
Вади́м Олекса́ндрович Тараба́нов (23 травня 1991 — 30 квітня 2016) — солдат Збройних сил України, учасник російсько-української війни.

## Життєпис
Народився 1991 року в селі Гвоздівка (Миколаївський район, Одеська область). Закінчив НВК у селі Переселенці.
У часі війни — солдат, помічник гранатометника, 54-та окрема механізована бригада. Брав участь у боях на Світлодарській дузі.
Загинув 30 квітня 2016 року поблизу селища Луганське в напрямку Світлодарського водосховища внаслідок гранатометного обстрілу.
Похований у селі Гвоздівка, Миколаївський район.
Без Вадима лишились мама Павлова Валентина Григорівна та батько Тарабанов Олександр Миколайович.

## Нагороди та вшанування
- Указом Президента України № 421/2016 від 29 вересня 2016 року «за особисту мужність і високий професіоналізм, виявлені у захисті державного суверенітету та територіальної цілісності України, вірність військовій присязі» — нагороджений орденом «За мужність» III ступеня (посмертно)[1]
- 16 жовтня 2016 року в Переселенському НВК відкрито й освячено меморіальну дошку на честь Вадима Тарабанова.